# BR-153
De BR-153 is een federale weg die begint in de deelstaat Pará, en eindigt in Rio Grande do Sul. De weg heet officieel de Trans-Braziliaanse Snelweg (Portugees: Rodovia Transbrasiliana). De BR-153 varieert sterk in kwaliteit en in verkeer, omdat de weg haast heel Brazilië doorkruist.
De weg heeft een lengte van 3585 kilometer.